# Cantone di Mauléon-Licharre
Il Cantone di Mauléon-Licharre era una divisione amministrativa dell'arrondissement di Oloron-Sainte-Marie.
È stato soppresso a seguito della riforma complessiva dei cantoni del 2014, che è entrata in vigore con le elezioni dipartimentali del 2015.
Comprendeva i comuni di:
- Ainharp
- Arrast-Larrebieu
- Aussurucq
- Barcus
- Berrogain-Laruns
- Charritte-de-Bas
- Chéraute
- Espès-Undurein
- Garindein
- Gotein-Libarrenx
- L'Hôpital-Saint-Blaise
- Idaux-Mendy
- Mauléon-Licharre
- Menditte
- Moncayolle-Larrory-Mendibieu
- Musculdy
- Ordiarp
- Roquiague
- Viodos-Abense-de-Bas